# Escargot
Le escargot (dal francese: chiocciola) sono un piatto tipico della cucina francese a base di lumache, preparate secondo diverse tipologie di ricette che prendono il loro nome dalla area geografica di appartenenza, come, ad esempio, escargots de bourgogne (area territoriale della Borgogna), escargots a là bordelaise (area territoriale di Bordeaux), escargots à la provençale (area territoriale della Provenza) e via dicendo.
Come la maggior parte delle ricette fortemente legate alle tradizioni culinarie di un paese, la tendenza odierna è quella di presentare il piatto cucinato "alla maniera di..."  una determinata zona territoriale, nonostante le radici del piatto stesso non si possano far risalire  a quella determinata regione o città. Accade in questo modo, ad esempio, di trovare nei menù dei ristoranti, soprattutto turistici delle grandi città come Parigi, la dicitura escargots à la parisienne, nonostante la ricetta alla base della preparazione non abbia alcun legame storico con Parigi. Le ricette originali hanno infatti precise e determinate collocazioni territoriali e storiche con alcune aree della Francia, pur potendo ritrovare la medesima ricetta, senza variazione alcuna, in molte altre città o regioni.
Le escargots rappresentano più propriamente un antipasto, solitamente composto da 5 o 6 lumache servite all'interno del loro guscio, da cui devono essere estratte mediante un'apposita forchetta di piccole dimensioni a due rebbi.
La versione più famosa di questo piatto tipico è l'escargot à la bourgogne, cotte con burro, aglio e prezzemolo, servite solitamente in numero massimo di 6 unità a porzione e rappresentano uno degli antipasti più tradizionali della cucina francese.
Le escargots, propriamente appartenenti alla specie Helix Pomatia, sono di fatto le tipiche lumache di terra che popolano soprattutto le aree della Borgogna, da cui assumono il nome storico nella definizione del piatto, e sono caratterizzate da un sapore deciso e tipico, che ripropongono al palato un netto richiamo ad immagini sensoriali di terra e prato. La consistenza è soda, quasi "gommosa", ma mai troppo dure da non poter essere masticate, mantenendo comunque una certa morbidezza in qualsiasi forma vengano cucinate.
Le lumache fanno parte di quella categoria alimentare che non tutti i palati sono in grado di gustare, sia a causa del particolare sapore che le caratterizzano, non apprezzato da tutti, sia a causa della difficoltà per alcune persone nel considerarle una pietanza edibile da ritrovare in un piatto.

## Gastronomia italiana
Le chiocciole appartengono anche alla gastronomia tradizionale di diverse regioni italiane (come in Sicilia i babbaluci). Consumate già in epoca romana, molto diffuse in età rinascimentale, sono rimaste a lungo una pietanza a basso costo, utilizzata in particolare dai contadini, fino alla "riscoperta" ed alla valorizzazione nella cucina francese del XIX secolo. 
Nel 2020 in Italia sono presenti circa 1.020 allevamenti di chiocciole, che coprono appena il 20% del fabbisogno nazionale.